# Territoriale indeling van Amapá

Amapá

De Braziliaanse deelstaat Amapá is ingedeeld in 2 mesoregio's, 4 microregio's en 16 gemeenten.

## Mesoregio Norte do Amapá
2 microregio's, 5 gemeenten

### Microregio Amapá
3 gemeenten:
Amapá -
Pracuúba -
Tartarugalzinho

### Microregio Oiapoque
2 gemeenten:
Calçoene -
Oiapoque

## Mesoregio Sul do Amapá
2 microregio's, 11 gemeenten

### Microregio Macapá
8 gemeenten:
Cutias -
Ferreira Gomes -
Itaubal -
Macapá -
Pedra Branca do Amapari -
Porto Grande -
Santana -
Serra do Navio

### Microregio Mazagão
3 gemeenten:
Laranjal do Jari -
Mazagão -
Vitória do Jari
Acre · Alagoas · Amapá · Amazonas · Bahia · Ceará · Espírito Santo · Federaal District · Goiás · Maranhão · Mato Grosso · Mato Grosso do Sul · Minas Gerais · Pará · Paraíba · Paraná · Pernambuco · Piauí · Rio de Janeiro · Rio Grande do Norte · Rio Grande do Sul · Rondônia · Roraima · Santa Catarina · São Paulo · Sergipe · Tocantins